# سلامة الأنباري
سلامة الأنباري (503 - 590 هـ / 1110 - 1194 م) هو نحوي، مقرئ، اديب.
هو أبو الخير سلامة بن عبد الباقي بن سلامة الأنباري. من أهل الأنبار ، سكن مصر ومات بها. من آثاره «شرح مقامات الحريري».